# Graphium nomius
Graphium nomius är en fjärilsart som först beskrevs av Eugen Johann Christoph Esper 1798.  Graphium nomius ingår i släktet Graphium och familjen riddarfjärilar. Inga underarter finns listade i Catalogue of Life.

## Bildgalleri

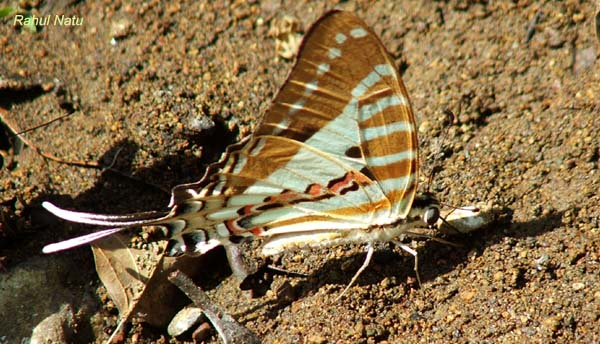
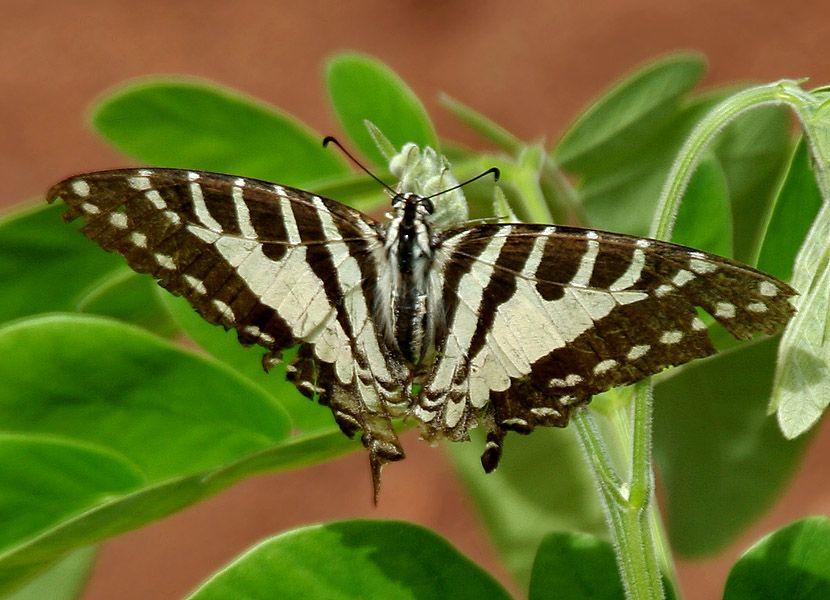
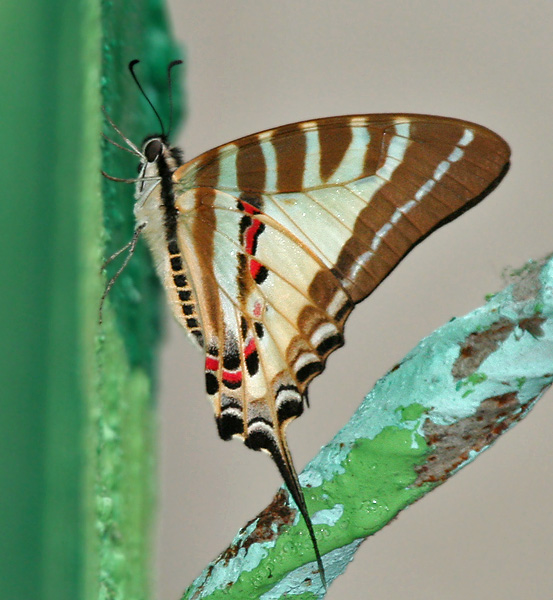
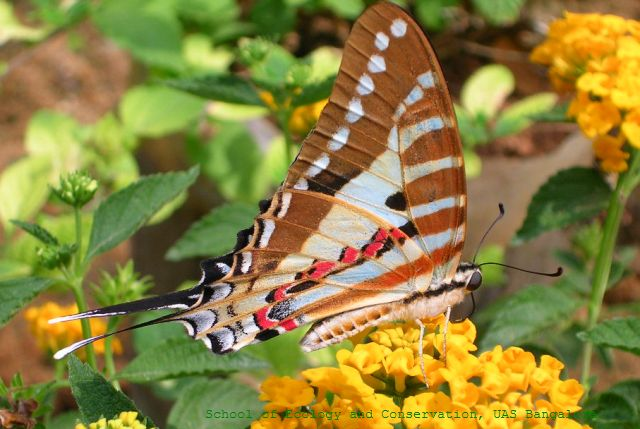
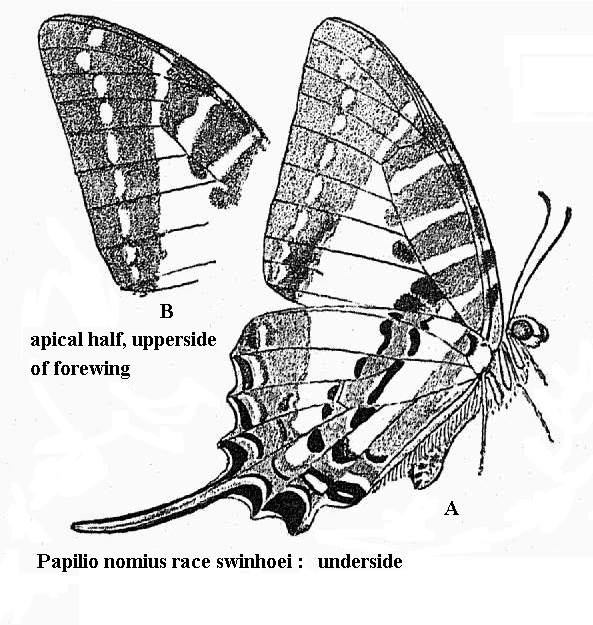
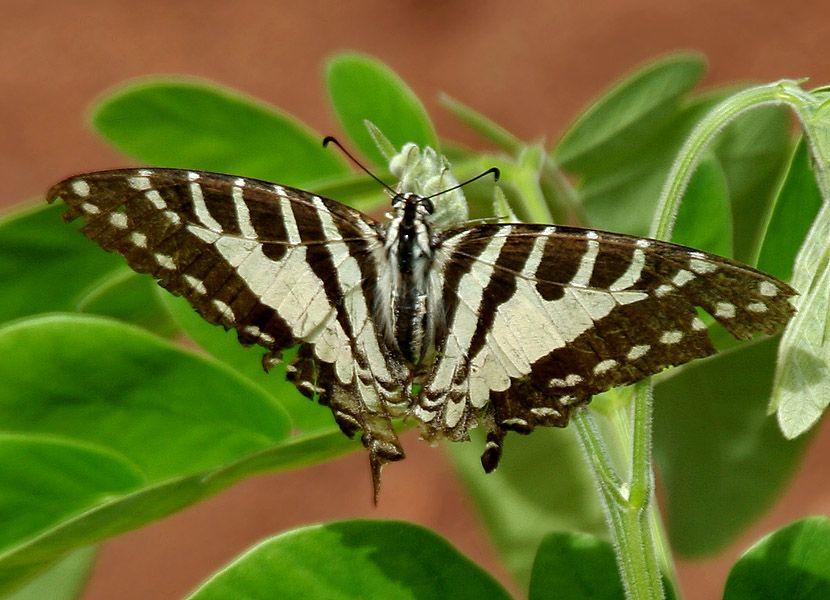